# Edita Kubelskienė
Edita Kubelskienė (ur. 1 marca 1974) – litewska kolarka torowa i szosowa, srebrna medalistka torowych mistrzostw świata.

## Kariera
Największym sukcesem w karierze Edity Kubelskienė jest zdobycie srebrnego medalu w wyścigu punktowym na mistrzostwach świata w Stuttgarcie w 2003 roku. W wyścigu tym wyprzedziła ją tylko Rosjanka Olga Slusariewa, a trzecie miejsce wywalczyła Kubanka Yoanka González. Ponadto Kubelskienė zajęła trzecie miejsce w tej konkurencji podczas zawodów w kolumbijskim Cali w 1999 roku. W latach 1999 i 2002 była wicemistrzynią kraju w szosowym wyścigu ze startu wspólnego. Nigdy nie startowała na igrzyskach olimpijskich. 